# Månestråle-slægten
Månestråle-slægten (Kirengeshoma) er en monotypisk slægt med kun én art, den nedennævnte.
| Arter |

- Månestråle (Kirengeshoma palmata)